# Número decimal periódico
Un número decimal periódico es un número racional con parte fraccionaria caracterizado por tener un período (cifras que se repiten infinitamente, sin ser todas 0) en su expansión decimal. Este período puede constar de diferentes partes.

## Fracción correspondiente a un número periódico
Una fracción puede dar un número decimal periódico:
{\displaystyle {\begin{array}{c}{\cfrac {1}{9}}=0,111111111111...\\{\cfrac {1}{7}}=0,142857142857...\\{\cfrac {1}{3}}=0,333333333333...\\{\cfrac {2}{27}}=0,074074074074...\\{\cfrac {7}{12}}=0,583333333333...\end{array}}}
Dado un número periódico en su representación decimal, es posible
encontrar la fracción que lo produce (fracción generatriz). Ejemplo:
{\displaystyle {\begin{array}{rcll}x&=&0,333333\ldots \\10x&=&3,333333\ldots &{\text{(multiplicando por 10 ambos miembros)}}\\10x-x&=&3&{\text{(restando segunda fila menos primera fila)}}\\\end{array}}}
{\displaystyle 10x-x=3\;,\quad 9x=3\;,\quad x={\cfrac {3}{9}}\;,\quad x={\cfrac {1}{3}}\;,\quad {\text{(simplificando)}}}
Otro ejemplo:
{\displaystyle x={\frac {282,78}{99}}={\frac {28278}{9900}}={\frac {1571\cdot 18}{550\cdot 18}}={\frac {1571}{550}}}
El procedimiento anterior es general y permite enunciar las siguientes reglas:
- Número periódico puro: La fracción de un número decimal periódico puro tiene:
  - numerador: la diferencia entre la parte anterior al período seguida del período (todo escrito sin la coma, de corrido, como un único número entero) menos la parte anterior al período.
  - denominador: tantos 9 como cifras tiene el período

Ejemplo:
{\displaystyle 11,36\ 36\dots ={\frac {1136-11}{99}}={\frac {1125}{99}}}
- Número periódico mixto: La fracción de un número decimal periódico mixto tiene:
  - numerador: la diferencia entre la parte anterior al período seguida del período (todo escrito sin la coma, de corrido, como un único número entero) menos la parte anterior al período.
  - denominador: tantos 9 como cifras tiene el período, seguidos de tantos 0 como cifras tiene la parte no periódica.

Ejemplo:
{\displaystyle 12,345\ 67\ 67\ 67\dots ={\frac {1234567-12345}{99000}}={\frac {1222222}{99000}}={\frac {611111}{49500}}}

### Tipo de número periódico resultante
Dada una fracción irreducible (es decir, en la que numerador y denominador son primos entre sí, y por tanto no se puede simplificar más) es sencillo saber si corresponde a un número periódico puro, mixto, o es un decimal exacto, sin necesidad de hacer la división:
- Si al descomponer el denominador en factores primos, estos son sólo el 2 y/o el 5, será exacta.

Por ejemplo:
{\displaystyle {\cfrac {7}{20}}}
como:
{\displaystyle 20=2\cdot 2\cdot 5}
será exacta; en efecto
{\displaystyle {\cfrac {7}{20}}={\cfrac {7}{2\cdot 2\cdot 5}}={\cfrac {7}{2\cdot 2\cdot 5}}\;{\cfrac {5}{5}}={\cfrac {7\cdot 5}{(2\cdot 5)(2\cdot 5)}}={\cfrac {35}{100}}=0,35}
Otro ejemplo:
{\displaystyle {\cfrac {7}{25}}}
como:
{\displaystyle 25=5\cdot 5}
será exacta; en efecto:
{\displaystyle {\cfrac {7}{25}}={\cfrac {7}{5\cdot 5}}={\cfrac {7}{5\cdot 5}}\;{\cfrac {2\cdot 2}{2\cdot 2}}={\cfrac {7\cdot 2\cdot 2}{(5\cdot 2)(5\cdot 2)}}={\cfrac {28}{100}}=0,28}
- Si al descomponer el denominador en factores primos, estos no contienen ni al 2 ni al 5, será periódica pura:

Por ejemplo:
{\displaystyle {\cfrac {5}{21}}}
como:
{\displaystyle 21=3\cdot 7}
será periódica pura; en efecto:
{\displaystyle {\cfrac {5}{21}}=0,238095\ 238095\ 238095\dots }
- Si al descomponer el denominador en factores primos, estos contienen al 2 y/o al 5, y además algún otro factor, será periódica mixta:

Por ejemplo:
{\displaystyle {\cfrac {5}{42}}}
como:
{\displaystyle 42=2\cdot 3\cdot 7}
será periódica mixta, en efecto:
{\displaystyle {\cfrac {5}{42}}=0,1\ 190476\ 190476\ 1904767\dots }